# 居皮河畔卡斯泰尔诺
居皮河畔卡斯泰尔诺（法語：Castelnau-sur-Gupie，法語發音：[kastɛlno syʁ ɡypi]）是法国洛特-加龙省的一个市镇，属于马尔芒德区。

## 地理
居皮河畔卡斯泰尔诺（44°33'35"N, 0°7'57"E）面积15.23 平方千米，位于法国新阿基坦大区洛特-加龍省，该省份为法国西南部内陆省份，北起多爾多涅省，西接吉倫特省和朗德省，南至热尔省，东临塔恩-加龙省和洛特省。
与居皮河畔卡斯泰尔诺接壤的市镇（或旧市镇、城区）包括：圣热罗、圣维维安-德蒙塞居尔、博皮、科邦-圣索沃尔、拉居皮、居皮河畔莫沃赞、圣巴泽耶。

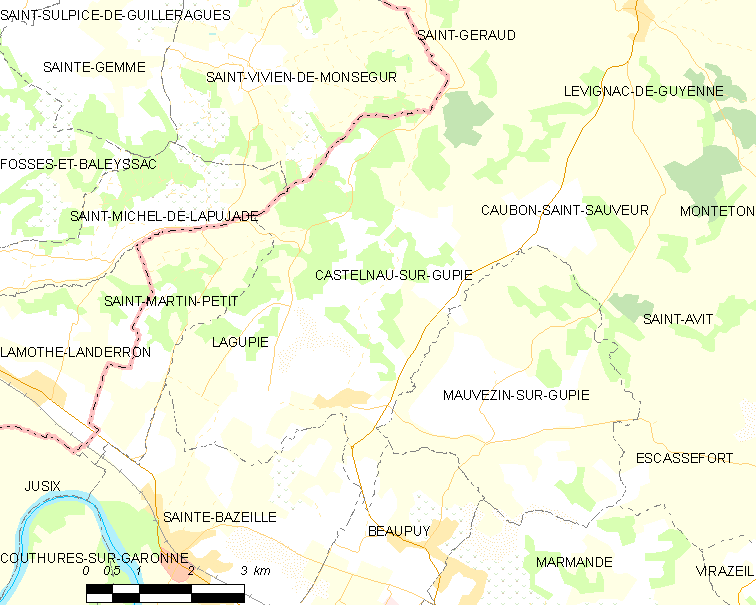
居皮河畔卡斯泰尔诺的OSM定位图

居皮河畔卡斯泰尔诺的时区为UTC+01:00、UTC+02:00（夏令时）。

## 行政
居皮河畔卡斯泰尔诺的邮政编码为47180，INSEE市镇编码为47056。

## 政治
居皮河畔卡斯泰尔诺所属的省级选区为吉耶讷山丘县。

## 人口

1962-2008年间居皮河畔卡斯泰尔诺人口变化图示

居皮河畔卡斯泰尔诺于2022年1月1日时的人口数量为914人。